# اوروم، ساندرلینگ
اوروم (به دانمارکی: Ørum) یک روستا در دانمارک است که در شهرداری ویبورگ واقع شده‌است. اوروم ۱٬۳۳۰ نفر جمعیت دارد.